# Spoorlijn Saint-Omer-en-Chaussée - Vers
De Spoorlijn Saint-Omer-en-Chaussée - Vers was een Franse spoorlijn van Saint-Omer-en-Chaussée naar Vers-sur-Selle. De lijn was 42,4 km lang en heeft als lijnnummer 320 000.

## Geschiedenis
De lijn werd aangelegd door de Compagnie des chemins de fer du Nord en in twee gedeeltes geopend. Van Conty naar Vers op 12 augustus 1874 en van Saint-Omer-en-Chaussée naar Conty op 15 april 1876. In 1939 werd het personenvervoer opgeheven, het goederenvervoer werd in gedeeltes afgebouwd tussen 1951 en 1990.
Sinds 2014 is de Musée des tramways à vapeur et des chemins de fer secondaires français bezig met het heraanleggen van de lijn tussen Saint-Omer-en-Chaussée - Crèvecœur-le-Grand op meterspoor. Tussen Rotangy en Crèvecœur-le-Grand rijden vanaf 2018 toeristische treinen.

## Aansluitingen
In de volgende plaatsen was er een aansluiting op de volgende spoorlijnen:
Saint-Omer-en-Chaussée
RFN 325 000, spoorlijn tussen Épinay-Villetaneuse en Le Tréport-Mers
Vers
RFN 321 000, spoorlijn tussen Saint-Roch en Darnétal-Bifurcation

## Galerij

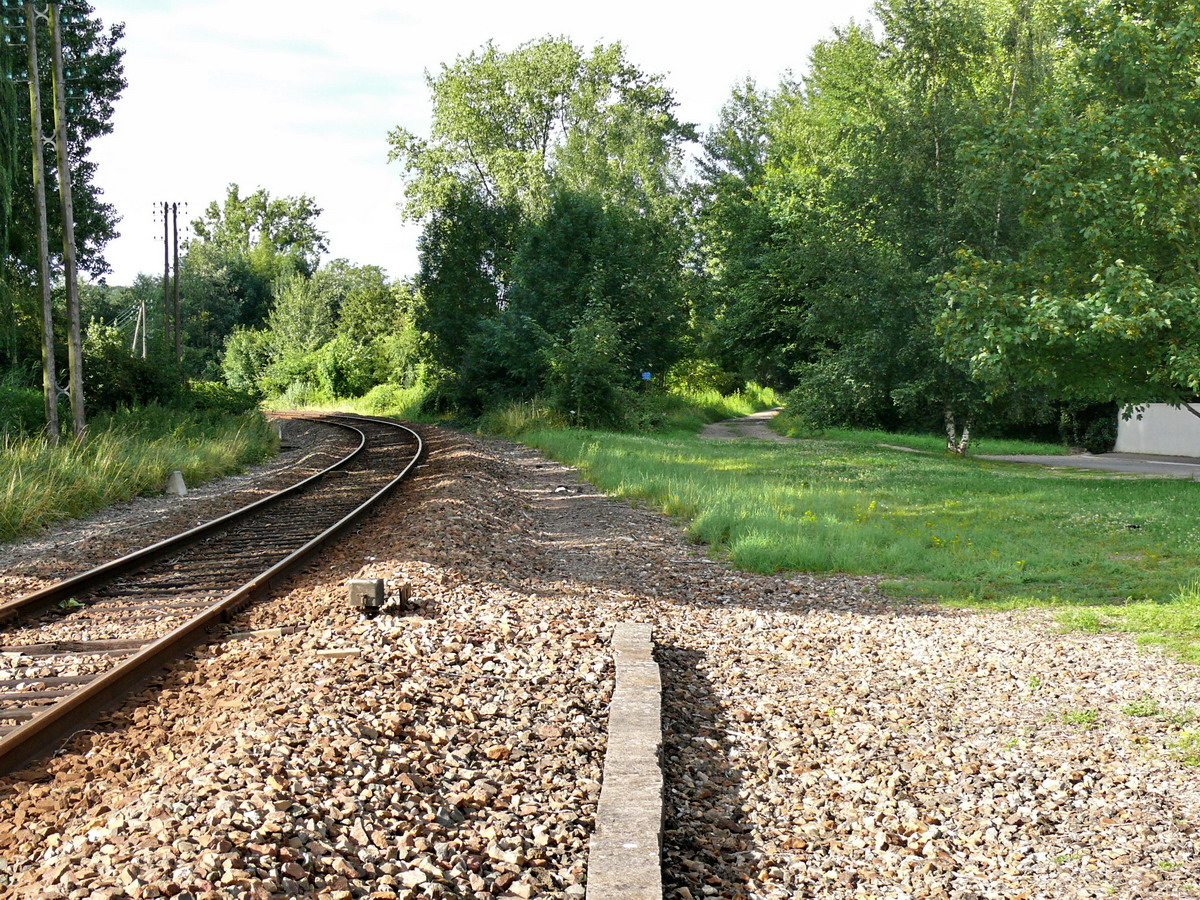
Voormalige aansluiting in Saint-Omer-en-Chaussée
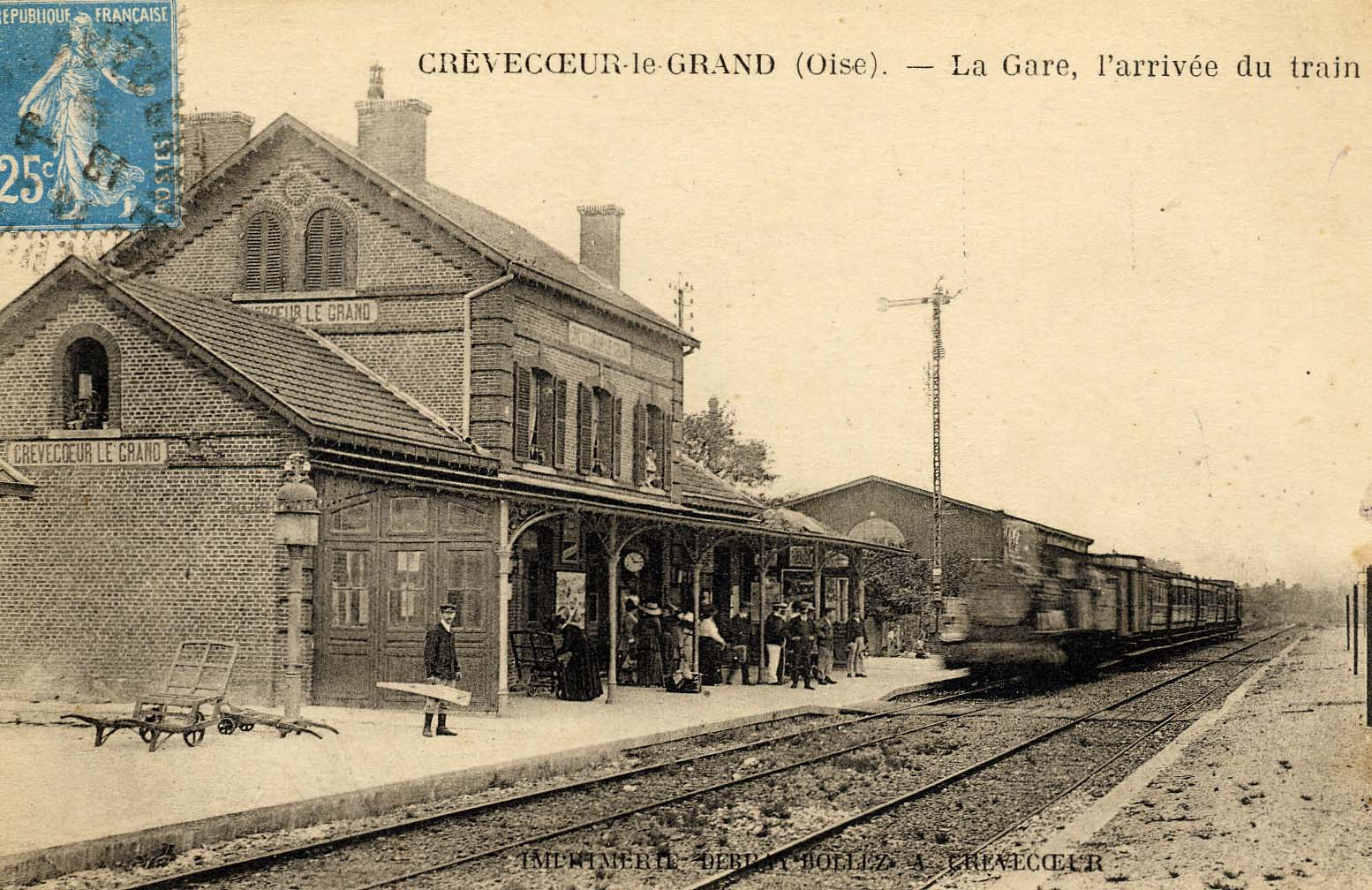
Station Crèvecœur-le-Grand begin 20e eeuw
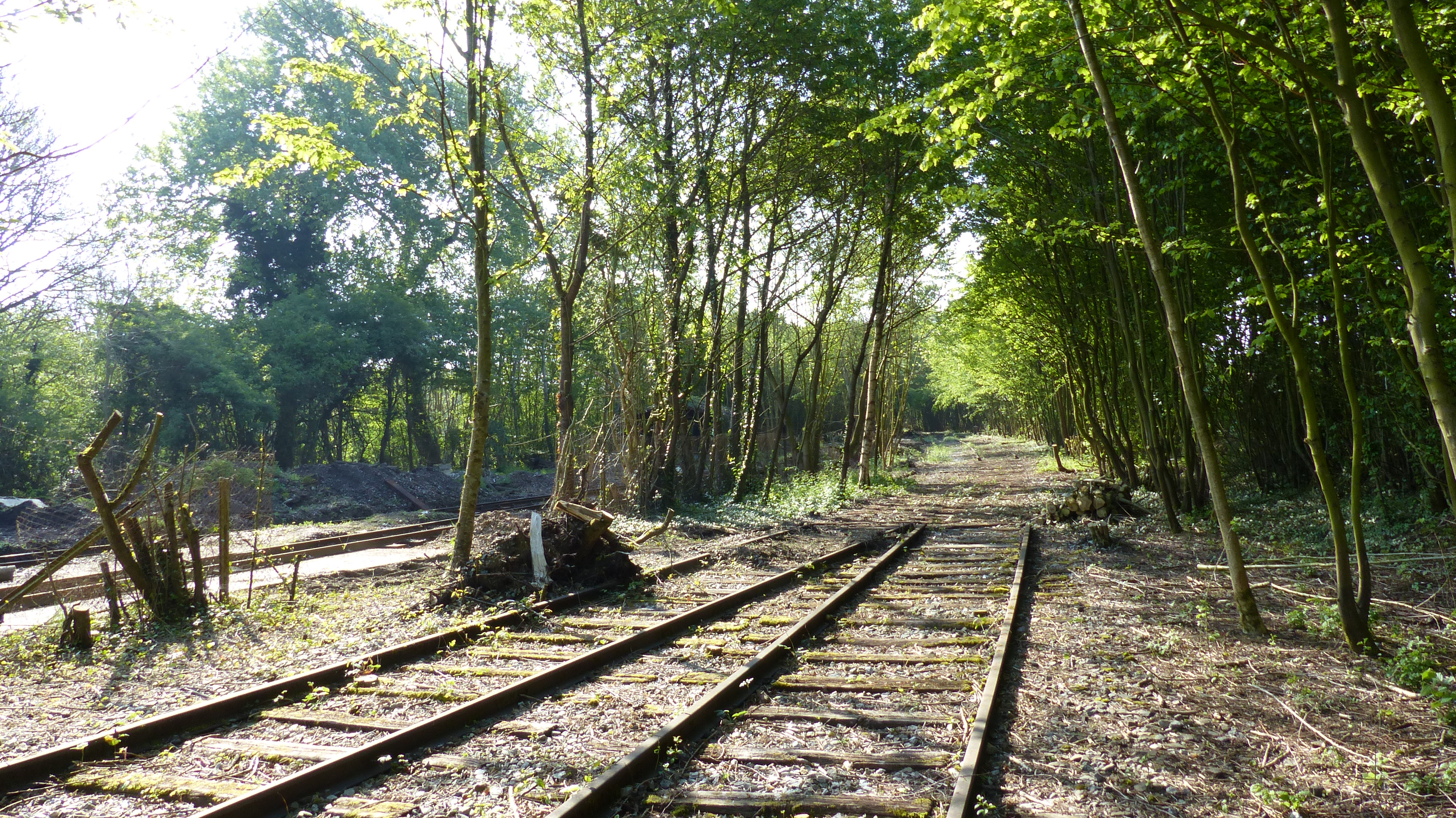
Station Crèvecœur-le-Grand in 2014 bij de ombouw naar meterspoor
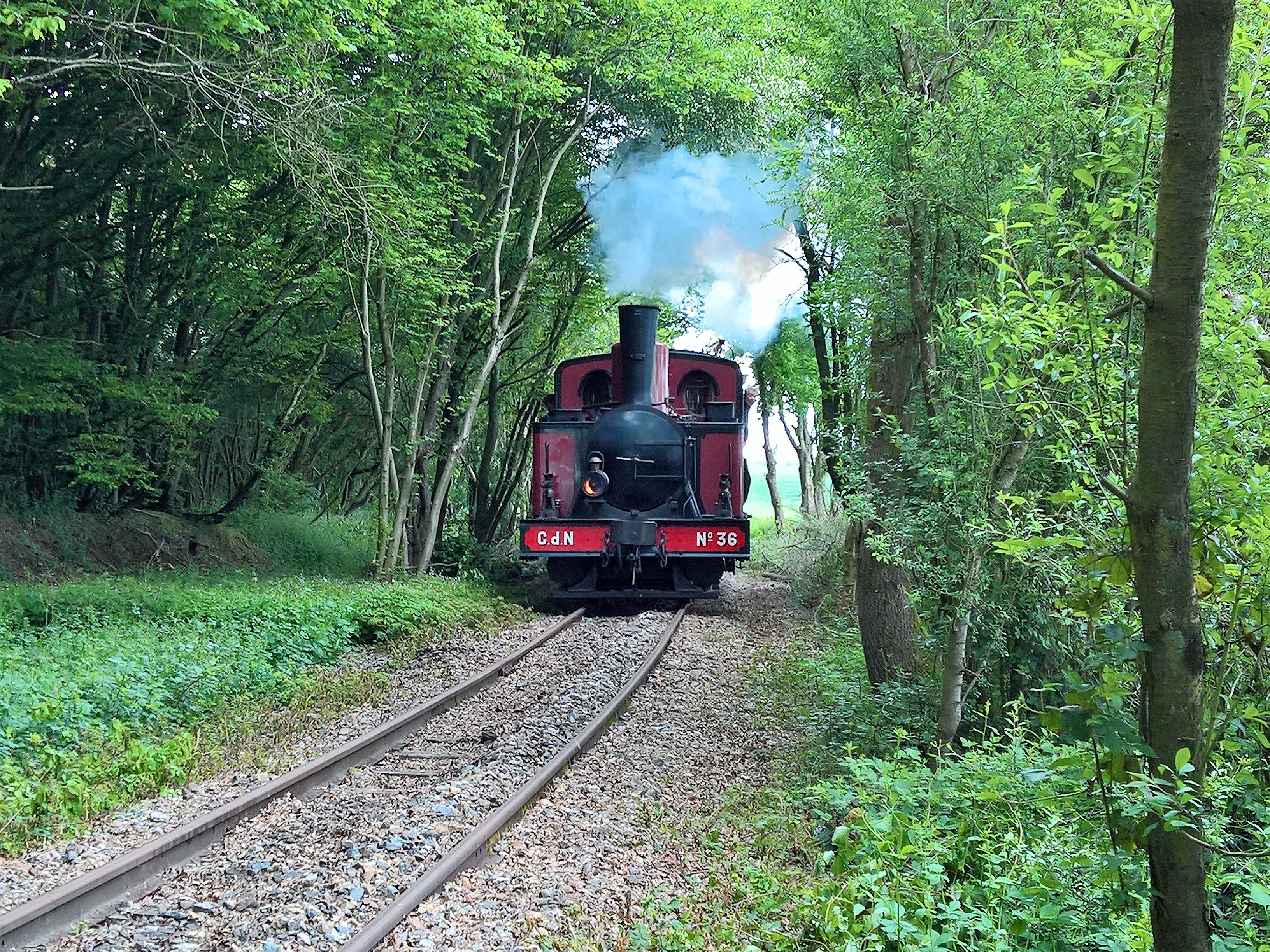
De lijn met een museumtrein in 2017